# Pelleas a Melisanda
Pelleas a Melisanda (někdy také psáno jako Pelléas a Melisanda nebo Pelléas a Mélisanda, v originále Pelléas et Mélisande) je název opery Clauda Debussyho z roku 1902. Autorem libreta je Maurice Maeterlinck podle vlastní hry z roku 1892.

## Hlavní postavy
- Melisanda (soprán)
- Golaud (baryton)
- Pelleas, jeho nevlastní bratr (tenor)
- král Arkel, jejich děd (bas)
- Genevieva, jejich matka (alt)

## Obsah
Pelleas a Melisanda je opera o pěti dějstvích. Její děj se odehrává na mytologickém zámku Allemonde kdysi ve středověku.
Golaud zabloudí při lovu a u studánky najde dívku, která si nepamatuje nic kromě svého jména - Melisanda. Melisanda se Golauda dlouho bojí, ale nakonec se od něj nechává odvést na královský hrad.
Golaud se s Melisandou ožení a ta se stává součástí královské rodiny a přijímá do své péče Golaudova synka z prvního manželství. Ke Golaudovi, který je o generaci starší než ona, ji váže spíše úcta než láska. Mnohem bližší vztah si postupně vytváří ke Golaudovu nevlastnímu bratrovi Pelleovi, který jí je mnohem blíž věkem i povahou.
Nakonec se do sebe Pelleas a Melisanda zamilují a Golaud začíná tušit vztah mezi nimi. Pelleas se rozhodne vše vyřešit odchodem z domova. Když se jde rozloučit s Melisandou, vyznávají si poprvé otevřeně svou lásku, což ovšem uslyší i žárlící a špehující Golaud. Golaud ve vzteku zabije Pellea a zraní i Melisandu.
Melisanda se od té doby neprobere z horečky, nakonec ale po nějakém čase porodí dítě. Při krátké chvíli jasnějšího vědomí odmítne Golaudovi odpovědět na jeho otázku, zda mu byla skutečně nevěrná, a umírá.

## Autor
Před premiérou píše příteli Durandovi:
| „                | Abych dělal elektrikáře, strojníka a bůhví, kde to skončí! | “ |
| — Claude Debussy |                                                            |   |